# Божић Херкула Поароа
Божић Херкула Поароа дело британске списатељице Агате Кристи објављено у Великој Британији од стране издавачке куће "Collins Crime Club" 19. децембра 1938. године (иако прво издање са ауторским правом датира из 1939. године). Продавало се за седам шилинга и шест пенија.
У САД га је објавила издавачка кућа "Dodd, Mead and Company" у фебруару 1939. године под насловом Убиство на Божић. Ово издање је коштало 2 долара. издање са меким корицама у САД издала је издавачка кућа "Avon books" 1947. године, а наслов је поново промењен у Празник за убиство. У књизи се појављује белгијски детектив Херкул Поаро, а ради се о загонетки закључане собе. Прича се врти око породичног окупљања за Божић, а домаћина куће проналазе убијеног у његовој соби.
Већина критика у време објављивања била је позитивна, позивајући се на „сјај целокупне концепције“ и напомињући да „његов [Поароов] моћни мозак никада није функционисао сјајније“. Други су овај роман сматрали „великим Кристијеве“ и изјавили да „правила нису направљена за Агату Кристи“. Један рецензент је у танчине испитао роман сматрајући да овај и новији романи имају превише образаца у заплету и осећао је да Поаро „постаје превише безбојни стручњак“. Каснији Барнардов преглед био је сажет, „Величанствено наговештен“.

## Радња
Милијардер Симион Ли, слабашан и стар, неочекивано позива своју породицу да се окупи у његовом дому за Божић. Гости уз гест наилазе на сумњу. Симион није препуштен топлим породичним осећањима, а породица није у добрим односима, поготово са црном овцом у породици, Харијем. Симион је такође позвао своју унуку из Шпаније Пилар Естравадос која је остала сироче да живи у његовој кући. Нико од њих раније није упознао ћерку своје покојне сестре Џенифер, а она се показала дивном. Симион намерава да одигра окрутну игру са породичним осећањима. Стивен Фар, гост изненађења, стиже на Бадње вече. Он је син Симионовог бившег ортака у руднику дијаманата ког је Симион срдачно дочекао. Симион окупља своју породицу тог поподнева, а они су га чули како разговара преко телефона са својим заступником и говори му да жели да измени своју опоруку после Божића. Ови непотпуни подаци побуђују негативна осећања његових синова и снаја.
После Бадње вечери, неколицина чује звуке рушења намештаја и грозни врисак и отрчавају у Симионову собу. Кад су дошли до његових врата, откривају да су закључана и разваљују их. Унутра проналазе испретуран тежак намештај, разбијено посуђе и Симиона мртвог, пререзаног грла, у огромној локви крви, грозан и потресан призор. Месни полицијски надзорник већ је био пред улазним вратима тако да нико није морао да зове полицију. Надзорник Сагден примећује да је Пилар подигла нешто са пода и наваљује да му да то мало парче гуме и мали предмет од дрвета.
Сагден објашњава да је у кућу дошао по претходном договору са жртвом која му је поверила крађу значајне количине небрушених дијаманата из свог сефа. Поаро долази са пуковником Џонсоном да истражи ово убиство. Убиство поставља многа питања. Како је жртва убијена у закључаној соби? Да ли је убиство повезано са крађом дијаманата? А какав је значај малог троугла од гуме и клина које је прва приметила Пилар?
Поароово истражује методичну и осветољубиву природу жртве и начин на који се те особине јављају код његових синова, а такође уочава и физичке особине. Сваки син, а можда и једна од супруга, појављује се истражитељима као осумњичени. Када је батлер споменео своју збуњеност око идентитета гостију куће, Поаро схвата да четворица Симионових синова можда нису једини Симионови синови присутни у кући. Поаро проналази небрушене дијаманте помешане са камењем украсног врта на отвореном што чини пљачку као побуду. Породични заступник чита Симионову опоруку којом половину оставља сину Алфреду који води посао, а друга половина дели се међу осталом децом. Пилар не наслеђује ништа јер је њена мајка умрла годину дана раније, а његова унука није посебно именована. Алфред, Дејвид и Хари пристају да дају по део наследства и Пилар. Овај топли гест заснован је на праведности како јој је рекла Лидија, али узнемирена Пилар то одбија. Коначни главни траг долази од Пилар. Она и Стивен играли су се балонима и један је пукао. Она је поменула да је парче слично оном који је нашла на поду након што је Симион Ли убијен. Поаро је упозорава да буде „на опрезу“ јер зна више него што схвата. Убрзо је замало убијена држачем за каменом куглом на врху постављеним изнад врата њене спаваће собе.
Из Јужне Африке долази извештај да је син Симионовог ортака мртав. Стивен Фар признаје да му је право име Стивен Грант и да је боравио је у Енглеској да би упознао свог оца који је био са Симионом на последњем путовању у Јужној Африци пет година након венчања у Енглеској. Након тога, Пилар открива причу о смрти праве Пиларе док су њих две путовале Шпанијом током грађанског рата и свој план да уместо ње дође у Енглеску. Са овим сазнањем, Сагден покушава да за убиство окриви Пилар. Тада Поаро преузима и објашњава злочин. Поаро открива да је Сагден још једно Симионово ванбрачно дете из прељубе са једном девојком. Сагден је мрзео човека који је напустио његову мајку. Сагден је пажљиво испланирао освету и убио оца неколико сати пре него што је покренуо бучне звучне ефекте.
Дејвид је ослобођен вишегодишњег беса према оцу због лошег поступања према мајци. Стивен је отишао са Пилар, односно Кончитом Лопез, у Јужну Африку да би је оженио. Лидија ће их позвати на прави енглески Божић.

## Ликови
- Херкул Поаро, белгијски детектив
- Пуковник Џонсон, начелник полиције
- Надзорник Сагден, истражно лице
- Симион Ли, стари милионер
- Алфред Ли, Симионов син који живи са оцем
- Лидија Ли, Алфредова супруга
- Џорџ Ли, Симионов син и народни посланик
- Магдалена Ли, Џорџова супруга
- Дејвид Ли, Симионов син уметник
- Хилда Ли, Дејвидова супруга
- Хари Ли, Симионов син, прозван за расипника
- „Пилар Естравадос“, Симионова једина унука, у ствари Кончита Лопез
- „Стивен Фар“, син Симионовог бившег пословног ортака, у ствари Стивен Грант
- Хорбури, Симионов собар
- Тресилијан, батлер
- Волтер, лакеј

## Главне теме
Као и раније у књизи Састанак са смрћу (1938), и у овом роману је родитељ/жртва био мучитељ и тиранин чија је природа непосредно довела до његовог/њеног убиства. Ова тема се јавља у каснијим делима Кристијеве попут Зле куће (1949) и Несреће невиних (1958).
У неким издањима, на почетку романа је епиграф из Магбета који се више пута појављује у самом роману: „Ипак, ко би рекао да је старац имао толико крви у себи?“, Изјава снаје Симиона Лија Лидије након што је породица пронашла његов леш.

## Књижевни значај и пријем
У часопису Њујорк тајмс објављеном 12. фебруара 1939. године, Ајзак Андерсон је закључио: „Поаро је у своје време решио свакакве тајанствене загонетке, али никада његов моћни мозак није функционисао сјајније него у Убиству на Божић“.
У часопису Посматрач 18. децембра 1938. године, "Торквејмада" (Едвард Повис Метерс) завршио је свој преглед изјавивши у одбрани: "Да ли је Божић Херкула Поароа велико дело Кристијеве? Ја мислим да јесте и то упркос делу прилично небитне вијугавости у питању очаравања Пилар Естравадос и упркос чињеници да ствар са застрашујућим вриском вероватно неће представљати загонетку за просечног читаоца. Главна ствар је, свакако, да је Агата Кристи још једном напуштено избацила убицу нама испред носа и успешно пркосила да га видимо. Сигуран сам да неки пуристи, преиначићу моју одлуку на основу тога што је ауторка свој учинак прекршила, сматрају ово једним од главних правила детективског писања, али држим да би у Поаровој причи то требало да буде случај лектора, и да правила нису направљена за Агату Кристи“.
Е. Р. Паншон из часописа Чувар, у својој рецензији из 13. јануара 1939. године написао је да је Поаро „пажљивим и акутним резоновањем могао да покаже да се може водити убедљив случај против свих чланова породице све док збуњени читалац не буде спреман да су сви криви све док Поаро у једном од својих познатих призора разрешења не укаже на то ко је заправо кривац. У овој врсти детективског романа, који готово у потпуности зависи од занимања за тачност логичког одбијања забележених чињенице, а опет и због драме коју играју препознатљива људска бића, госпођа Кристи остаје врховна. Може се гунђати ... да она превише зависи од случајности и произведеног учинка ... али колико су мале такве мрље у поређењу са сјајем читаве концепције!"
Морис Перси Аслим из часописа Књижевно време (17. децембра 1938.) имао је жалбу након резимирања заплета: "Детективске приче госпође Кристи имају тенденцију да следе образац. Прво, увек постоји скупина осумњичених од којих сваки крије нешто из своје прошлости; друго, постоји великодушна употреба случајности у околностима злочина; треће, уступак не мора нужно поједноставити решење. Госпођа Кристи овде одступа од своје недавне праксе, што објашњава у свом предговору. Изговорена је жалба да су њена убиства постала сувише рафинирана - заправо анемична. Дакле, ово је „добро насилно убиство са пуно крви“. Али постоји, с друге стране, још једно одступање од ранијих прича госпође Кристи због којег се мора жалити. Поаро у пензији постаје превише безбојан стручњак. Човек осећа носталгичну чежњу за данима када је мамио свог „доброг пријатеља“ и сарадника Хејстингса, када је лоше говорио енглески и запањио незнанце својом паметном надмености“.
Роберт Барнард резимирао је роман као "Прекид добродошлице у празничном времену када је несташна стара глава породице, тиранин и грешник добио шта је заслужио". Његов суд о роману изнет је у две речи: „Величанствено наговештен“.

## Помињање других дела
Лик пуковника Џонсона раније се појавио у роману Трагедија у три чина (1935) и тај случај се помиње у 3. делу V одељка овог романа.

## Прилагођавања

### Телевизија

#### Британска
Прича је прилагођена за телевизију 1994. године у посебну епизоду серије Поаро у којој Дејвид Сачет игра Херкула Поароа, а које је премијерно емитована (у Великој Британији) 25. децембра 1994. Екранизација је углавном веран роману, али су неки ликови су изостављени. Главног надзорника пуковника Џонсона који се појављује у роману у екранизацији је заменио епизодни лик главни инспектор Џап. Избачен је и Стивен Фар, а његова романтична занимања за Пилар пребачена су Харију. Сагден у екранизацији долази из Јужне Африке. Хилда и Дејвид Ли се не појављују у екранизацији. Спољни призори снимани су у месту Чилам у вили "Кент", а Чилам је коришћен као Горстонски двори. Дата је мало објашњење за Поароову невољност да иде због чињенице да остаје код куће за Божић и више воли централно грејање, али његов радијатор је процурео, а мајстори за његову зграду моћи ће да га поправе тек после Божића. Пре него што је отишао, Поаро је питао Симиона Лија да ли имају централно грејање.

#### Француска
- Прича је такође прилагођена за француску телевизију као серија од четири епизоде под називом Мала убиства у породици која је емитована на каналу Франс 2 2006. и 2009. године, а Поаро је замењен двојцем новостворених ликова који немају никакве везе са Поароом. Поврх тога, нико од ликова није задржао имена из романа.. Радња је површно прилагођена с великим проширењем радње романа и променом његових ликова. Ипак, Метју Причард, унук Агате Кристи, за телевизију Телерама рекао је да је то најбоља екранизација коју је видео.
- Роман је прилагођен као епизода француске телевизијске серије Мала убиства Агате Кристи 2018. године. У овој варијанти нема Божићне атмосфере.

### Радио
Божић Херкула Поароа за радио је прилагођен на радију ББЦ Радио 4, а Петер Салис је глумио Поароа. Ово је била друго прилагођавање неког дела о Поароу за радио, а емитовано је 24. децембра 1986.